# Ликова Агафія Карпівна
Агафія Карпівна Ликова (нар. 15 липня 1944, Хакаська автономна область, Красноярський край, РРФСР, СРСР) — відома сибірська самітниця з родини старообрядців-безпопівців Ликових, що проживає на займанщині Ликових у лісовому масиві Абаканського хребта Західного Саяна (Хакасія).

## Біографія
Агафія Ликова народилася в сім'ї старовірів часовенної згоди — Ликових, які втікали у важкодоступні місця сибірської тайги від гонінь на віру. Батько — Карп Осипович Ликов, мати — Акулина Карпівна. З кінця 1930-х років сім'я Ликових жила в повній ізоляції від цивілізації. Після 1946 року постійним місцем проживання Ликових став берег притоки Абакана річки Еринат.
Крім батька і матері, у Агафії Ликової були сестра і двоє братів: Савін (нар. бл. 1926), Наталія (нар. біля 1936), Димитрій (нар. біля 1940). В сім'ї пустельників-старовірів Агафія була найбільш грамотною. Їй доручалося проведення домашньої церковної служби.
Мати Агафії, Акулина Карпівна, померла в 1961 році. Відкриття сім'ї Ликових для цивілізації відбулося в 1978 році. На займанщину Ликових вийшли геологи, які досліджували цей район Сибіру. На момент відкриття вченими хутора Ликових сім'я складалася з п'яти осіб. У жовтні 1981 року помер брат Агафії Димитрій, у грудні помер другий брат Савін, а ще за 10 днів померла єдина сестра Агафії — Наталія.
Протягом семи років Агафія жила разом зі своїм батьком Карпом Йосиповичем, який помер 16 лютого 1988 року. Після смерті батька Агафія зв'язалася зі своїми родичами, відносини з якими, однак, так і не склалися. У 1990 році Агафія Ликова переїхала в старообрядницький жіночий монастир, який належить часовенній згоді, і пройшла через чин «накриття» (постригу в черниці). Однак через кілька місяців Агафія повернулася назад, пославшись на хворобу та ідейні розбіжності з черницями часовенної згоди.
З цього моменту Агафія практично безвиїзно проживає на займанщині Ликових. За цей час у неї побувало чимало мандрівників, журналістів, письменників, представників релігійних громад різних конфесій. Також у Агафії жили монастирські послушниці і добровільні помічники, допомагали по господарству. Агафія була в листуванні з місцевою владою і нерідко просила про допомогу.
Колишній губернатор сусідньої Кемеровської області Аман Тулєєв неодноразово розпоряджався доставляти відлюдниці все необхідне, а також надавати медичну допомогу. У 2011 році Агафія Ликова звернулася до предстоятеля російської православної старообрядницької церкви митрополита Петра (Титова) з листом, в якому просила приєднати її до РПСЦ, що й було зроблено.
У листопаді 2019 року у Агафії відшукався і приїхав до неї в гості її племінник Антон Ликов.

## Погляди
Агафія Ликова, за прикладом старообрядницького навчання, вважає усамітнене життя далеко від людської цивілізації рятівним для душі і тіла. Вона була хрещена в часовенній згоді старообрядництва і привчена до церковного статуту, що існував на Русі та Московії до церковного розколу XVII століття. Агафія також відкидає багато культурних та побутових нововведень, що з'явилися в Росії з часів імператора Петра I і до наших днів. Однак деякі заборони, що існували у старообрядців-безпопівців, Ликова не визнає. Зокрема, в сім'ї Ликових головним продуктом харчування була картопля, вживання якої було суворо заборонено в деяких течіях старообрядництва.

## Оцінки в ЗМІ
Агафії Ликової присвячено безліч публікацій, книг та репортажів електронних ЗМІ. Найвідомішим твором про долю Ликових і конкретно Агафії Ликової є книга журналіста, співробітника «Комсомольської правди» Василя Михайловича Пєскова «Тайговий тупик». Великою документальною та історичною цінністю володіють також твори письменника Льва Черепанова та члена-кореспондента РАПН, лікаря Ігоря Назарова.

## Відео та фільми
- Фільм «Жертовність. МІРЕА у Агафії Ликової.(2018)» [Архівовано 16 червня 2020 у Wayback Machine.] Фільм 5-річної роботи і зйомок, щорічних поїздок до Агафії Карпівни Ликової студентів-добровольців.
- Документальний фільм телеканалу «Мир» (2019) [Архівовано 31 жовтня 2020 у Wayback Machine.]
- Серія передачі Щоденники професій (2020) [Архівовано 23 вересня 2020 у Wayback Machine.]